# راجر ضاحی
راجر ضاحی (انگلیسی: Roger Dahi؛ زادهٔ ۷ دسامبر ۱۹۶۱)  تیرانداز اهل سوریه است. وی در بازی‌های المپیک تابستانی ۲۰۰۴ و ۲۰۰۸ شرکت کرده‌است.